# Lutz Dieter Schmadel
| Asteroides descubiertos: 245                             | Asteroides descubiertos: 245 |
| -------------------------------------------------------- | ---------------------------- |
| (5628) Preussen [1]                                      | 13 de septiembre de 1991     |
| (5689) Rhön [1]                                          | 9 de septiembre de 1991      |
| (6044) Hammer-Purgstall [1]                              | 13 de septiembre de 1991     |
| (6068) Brandenburg [1]                                   | 10 de octubre de 1990        |
| (6157) Prey [1]                                          | 9 de septiembre de 1991      |
| (6209) Schwaben [1]                                      | 12 de octubre de 1990        |
| (6457) Kremsmünster [1]                                  | 2 de septiembre de 1992      |
| (6717) Antal [1]                                         | 10 de octubre de 1990        |
| (6718) Beiglböck [1]                                     | 14 de octubre de 1990        |
| (6864) Starkenburg [1]                                   | 12 de septiembre de 1991     |
| (6966) Vietoris [1]                                      | 13 de septiembre de 1991     |
| (7127) Stifter [1]                                       | 9 de septiembre de 1991      |
| (7414) Bosch [1]                                         | 13 de octubre de 1990        |
| (7580) Schwabhausen [1]                                  | 13 de octubre de 1990        |
| (7586) Bismarck [1]                                      | 13 de septiembre de 1991     |
| (7700) Rote Kapelle [1]                                  | 13 de octubre de 1990        |
| (7767) Tomatic [1]                                       | 13 de septiembre de 1991     |
| (7945) Kreisau [1]                                       | 13 de septiembre de 1991     |
| (8019) Karachkina [1]                                    | 14 de octubre de 1990        |
| (8020) Erzgebirge [1]                                    | 14 de octubre de 1990        |
| (8089) Yukar [1]                                         | 13 de octubre de 1990        |
| (8171) Stauffenberg [1]                                  | 5 de septiembre de 1991      |
| (8501) Wachholz [1]                                      | 13 de octubre de 1990        |
| (8502) Bauhaus [1]                                       | 14 de octubre de 1990        |
| (8661) Ratzinger [1]                                     | 14 de octubre de 1990        |
| (8847) Huch [1]                                          | 12 de octubre de 1990        |
| (8860) Rohloff [1]                                       | 5 de octubre de 1991         |
| (8861) Jenskandler [1]                                   | 3 de octubre de 1991         |
| (9187) Walterkröll [1]                                   | 12 de septiembre de 1991     |
| (9344) Klopstock [1]                                     | 12 de septiembre de 1991     |
| (9351) Neumayer [1]                                      | 2 de octubre de 1991         |
| (9610) Vischer [1]                                       | 2 de septiembre de 1992      |
| (9761) Krautter [1]                                      | 13 de septiembre de 1991     |
| (9762) Hermannhesse [1]                                  | 13 de septiembre de 1991     |
| (9861) Jahreiss [1]                                      | 9 de septiembre de 1991      |
| (9863) Reichardt [1]                                     | 13 de septiembre de 1991     |
| (9956) Castellaz [1]                                     | 5 de octubre de 1991         |
| (10095) Carlloewe [1]                                    | 9 de septiembre de 1991      |
| (10114) Greifswald [1]                                   | 4 de septiembre de 1992      |
| (10116) Robertfranz [1]                                  | 21 de septiembre de 1992     |
| (10761) Lyubimets [1]                                    | 12 de octubre de 1990        |
| (10762) von Laue [1]                                     | 12 de octubre de 1990        |
| (10763) Hlawka [1]                                       | 12 de octubre de 1990        |
| (10764) Rübezahl [1]                                     | 12 de octubre de 1990        |
| (10782) Hittmair [1]                                     | 12 de septiembre de 1991     |
| (10786) Robertmayer [1]                                  | 7 de octubre de 1991         |
| (10787) Ottoburkard [1]                                  | 4 de octubre de 1991         |
| (11050) Messiaën [1]                                     | 13 de octubre de 1990        |
| (11508) Stolte [1]                                       | 12 de octubre de 1990        |
| (11573) Helmholtz [1]                                    | 20 de septiembre de 1993     |
| (11886) Kraske [1]                                       | 10 de octubre de 1990        |
| (11887) Echemmon [1]                                     | 14 de octubre de 1990        |
| (11916) Wiesloch [1]                                     | 24 de septiembre de 1992     |
| (12323) Haeckel [1]                                      | 4 de septiembre de 1992      |
| (12327) Terbrüggen [1]                                   | 21 de septiembre de 1992     |
| (12729) Berger [1]                                       | 13 de septiembre de 1991     |
| (13055) Kreppein [1]                                     | 14 de octubre de 1990        |
| (13092) Schrödinger [1]                                  | 24 de septiembre de 1992     |
| (13530) Ninnemann [1]                                    | 9 de septiembre de 1991      |
| (13531) Weizsäcker [1]                                   | 13 de septiembre de 1991     |
| (13559) Werth [1]                                        | 4 de septiembre de 1992      |
| (13954) Born [1]                                         | 13 de octubre de 1990        |
| (14412) Wolflojewski [1]                                 | 9 de septiembre de 1991      |
| (14413) Geiger [1]                                       | 5 de septiembre de 1991      |
| (14871) Pyramus [1]                                      | 13 de octubre de 1990        |
| (15262) Abderhalden [1]                                  | 12 de octubre de 1990        |
| (15263) Erwingroten [1]                                  | 13 de octubre de 1990        |
| (15264) Delbrück [1]                                     | 11 de octubre de 1990        |
| (15265) Ernsting [1]                                     | 12 de octubre de 1990        |
| (15282) Franzmarc [1]                                    | 13 de septiembre de 1991     |
| (15301) Marutesser [1]                                   | 21 de septiembre de 1992     |
| (15724) Zille [1]                                        | 12 de octubre de 1990        |
| (15727) Ianmorison [1]                                   | 10 de octubre de 1990        |
| (15728) Karlmay [1]                                      | 11 de octubre de 1990        |
| (15761) Schumi [1]                                       | 24 de septiembre de 1992     |
| (16505) Sulzer [1]                                       | 12 de octubre de 1990        |
| (16544) Hochlehnert [1]                                  | 9 de septiembre de 1991      |
| (16590) Brunowalter [1]                                  | 21 de septiembre de 1992     |
| (17458) Dick [1]                                         | 13 de octubre de 1990        |
| (17459) Andreashofer [1]                                 | 13 de octubre de 1990        |
| (17460) Mang [1]                                         | 10 de octubre de 1990        |
| (17484) Ganghofer [1]                                    | 13 de septiembre de 1991     |
| (17488) Mantl [1]                                        | 2 de octubre de 1991         |
| (17489) Trenker [1]                                      | 2 de octubre de 1991         |
| (18359) Jakobstaude [1]                                  | 13 de octubre de 1990        |
| (18360) Sachs [1]                                        | 10 de octubre de 1990        |
| (18395) Schmiedmayer [1]                                 | 21 de septiembre de 1992     |
| (18396) Nellysachs [1]                                   | 21 de septiembre de 1992     |
| (19162) Wambsganss [1]                                   | 10 de octubre de 1990        |
| (19178) Walterbothe [1]                                  | 9 de septiembre de 1991      |
| (19182) Pitz [1]                                         | 7 de octubre de 1991         |
| (19183) Amati [1]                                        | 5 de octubre de 1991         |
| (19208) Starrfield [1]                                   | 2 de septiembre de 1992      |
| (19992) Schönbein [1]                                    | 10 de octubre de 1990        |
| (19993) Günterseeber [1]                                 | 10 de octubre de 1990        |
| (20012) Ranke [1]                                        | 13 de septiembre de 1991     |
| (21050) Beck [1]                                         | 10 de octubre de 1990        |
| (21074) Rügen [1]                                        | 12 de septiembre de 1991     |
| (21075) Heussinger [1]                                   | 12 de septiembre de 1991     |
| (21076) Kokoschka [1]                                    | 12 de septiembre de 1991     |
| (21109) Sünkel [1]                                       | 4 de septiembre de 1992      |
| (21110) Karlvalentin [1]                                 | 4 de septiembre de 1992      |
| (21118) Hezimmermann [1]                                 | 24 de septiembre de 1992     |
| (22322) Bodensee [1]                                     | 13 de septiembre de 1991     |
| (22348) Schmeidler [1]                                   | 24 de septiembre de 1992     |
| (22369) Klinger [1]                                      | 18 de septiembre de 1993     |
| (23472) Rolfriekher [1]                                  | 10 de octubre de 1990        |
| (23473) Voss [1]                                         | 11 de octubre de 1990        |
| (23490) Monikohl [1]                                     | 12 de septiembre de 1991     |
| (23514) Schneider [1]                                    | 2 de septiembre de 1992      |
| (24699) Schwekendiek [1]                                 | 13 de octubre de 1990        |
| (24712) Boltzmann [1]                                    | 12 de septiembre de 1991     |
| (24713) Ekrutt [1]                                       | 12 de septiembre de 1991     |
| (24748) Nernst [1]                                       | 26 de septiembre de 1992     |
| (24749) Grebel [1]                                       | 24 de septiembre de 1992     |
| (24750) Ohm [1]                                          | 24 de septiembre de 1992     |
| (26842) Hefele [1]                                       | 2 de octubre de 1991         |
| (27758) Michelson [1]                                    | 12 de septiembre de 1991     |
| (29185) Reich [1]                                        | 13 de octubre de 1990        |
| (29208) Halorentz [1]                                    | 9 de septiembre de 1991      |
| (29214) Apitzsch [1]                                     | 2 de octubre de 1991         |
| (29246) Clausius [1]                                     | 2 de septiembre de 1992      |
| (29250) Helmutmoritz [1]                                 | 24 de septiembre de 1992     |
| (30826) Coulomb [1]                                      | 10 de octubre de 1990        |
| (30827) Lautenschläger [1]                               | 10 de octubre de 1990        |
| (30828) Bethe [1]                                        | 12 de octubre de 1990        |
| (30829) Wolfwacker [1]                                   | 10 de octubre de 1990        |
| (30830) Jahn [1]                                         | 14 de octubre de 1990        |
| (30847) Lampert [1]                                      | 13 de septiembre de 1991     |
| (30850) Vonsiemens [1]                                   | 7 de octubre de 1991         |
| (30851) Reißfelder [1]                                   | 2 de octubre de 1991         |
| (30852) Debye [1]                                        | 2 de octubre de 1991         |
| (30882) Tomhenning [1]                                   | 21 de septiembre de 1992     |
| (30883) de Broglie [1]                                   | 24 de septiembre de 1992     |
| (32808) Bischoff [1]                                     | 10 de octubre de 1990        |
| (32809) Sommerfeld [1]                                   | 10 de octubre de 1990        |
| (32810) Steinbach [1]                                    | 10 de octubre de 1990        |
| (32811) Apisaon [1]                                      | 14 de octubre de 1990        |
| (32821) Posch [1]                                        | 9 de septiembre de 1991      |
| (32853) Döbereiner [1]                                   | 21 de septiembre de 1992     |
| (32855) Zollitsch [1]                                    | 24 de septiembre de 1992     |
| (37582) Faraday [1]                                      | 12 de octubre de 1990        |
| (37583) Ramonkhanna [1]                                  | 13 de octubre de 1990        |
| (37584) Schleiden [1]                                    | 10 de octubre de 1990        |
| (37592) Pauljackson [1]                                  | 3 de octubre de 1991         |
| (37608) Löns [1]                                         | 24 de septiembre de 1992     |
| (39536) Lenhof [1]                                       | 10 de octubre de 1990        |
| (42487) Ångström [1]                                     | 9 de septiembre de 1991      |
| (42492) Brüggenthies [1]                                 | 3 de octubre de 1991         |
| (43790) Ferdinandbraun [1]                               | 12 de octubre de 1990        |
| (43804) Peterting [1]                                    | 10 de septiembre de 1991     |
| (43806) Augustepiccard [1]                               | 13 de septiembre de 1991     |
| (43813) Kühner [1]                                       | 7 de octubre de 1991         |
| (46563) Oken [1]                                         | 12 de septiembre de 1991     |
| (48447) Hingley [1]                                      | 10 de octubre de 1990        |
| (48456) Wilhelmwien [1]                                  | 12 de septiembre de 1991     |
| (48457) Joseffried [1]                                   | 12 de septiembre de 1991     |
| (48458) Merian [1]                                       | 13 de septiembre de 1991     |
| (48471) Orchiston [1]                                    | 7 de octubre de 1991         |
| (48472) Mössbauer [1]                                    | 2 de octubre de 1991         |
| (48492) Utewielen [1]                                    | 24 de septiembre de 1992     |
| (52228) Protos                                           | 5 de septiembre de 1977      |
| (52291) Mott [1]                                         | 10 de octubre de 1990        |
| (52292) Kamdzhalov [1]                                   | 10 de octubre de 1990        |
| (52293) Mommsen [1]                                      | 12 de octubre de 1990        |
| (52294) Detlef [1]                                       | 12 de octubre de 1990        |
| (52301) Qumran [1]                                       | 9 de septiembre de 1991      |
| (52308) Hanspeterröser [1]                               | 7 de octubre de 1991         |
| (52337) Compton [1]                                      | 2 de septiembre de 1992      |
| (52341) Ballmann [1]                                     | 21 de septiembre de 1992     |
| (55753) Raman [1]                                        | 13 de septiembre de 1991     |
| (58098) Quirrenbach                                      | 9 de octubre de 1977         |
| (58186) Langkavel [1]                                    | 13 de septiembre de 1991     |
| (58215) von Klitzing [1]                                 | 21 de septiembre de 1992     |
| (58217) Peterhebel [1]                                   | 24 de septiembre de 1992     |
| (65685) Behring [1]                                      | 10 de octubre de 1990        |
| (65692) Trifu [1]                                        | 12 de septiembre de 1991     |
| (65708) Ehrlich [1]                                      | 4 de septiembre de 1992      |
| (65712) Schneidmüller [1]                                | 24 de septiembre de 1992     |
| (69286) von Liebig [1]                                   | 10 de octubre de 1990        |
| (69287) Günthereichhorn [1]                              | 10 de octubre de 1990        |
| (69288) Berlioz [1]                                      | 11 de octubre de 1990        |
| (69295) Stecklum [1]                                     | 2 de octubre de 1991         |
| (69312) Rogerbacon [1]                                   | 24 de septiembre de 1992     |
| (73686) Nussdorf [1]                                     | 10 de octubre de 1990        |
| (73687) Thomas Aquinas [1]                               | 10 de octubre de 1990        |
| (73692) Gürtler [1]                                      | 12 de septiembre de 1991     |
| (73693) Dorschner [1]                                    | 12 de septiembre de 1991     |
| (73699) Landaupfalz [1]                                  | 4 de octubre de 1991         |
| (73700) von Kues [1]                                     | 5 de octubre de 1991         |
| (73701) Siegfriedbauer [1]                               | 3 de octubre de 1991         |
| (79129) Robkoldewey [1]                                  | 11 de octubre de 1990        |
| (79138) 1991 RS [1]                                      | 13 de septiembre de 1991     |
| (85179) Meistereckhart [1]                               | 11 de octubre de 1990        |
| (85190) 1991 RR [1]                                      | 12 de septiembre de 1991     |
| (85195) von Helfta [1]                                   | 7 de octubre de 1991         |
| (85196) 1991 TG [1]                                      | 4 de octubre de 1991         |
| (85197) Ginkgo [1]                                       | 5 de octubre de 1991         |
| (85198) 1991 TC [1]                                      | 2 de octubre de 1991         |
| (85199) Habsburg [1]                                     | 3 de octubre de 1991         |
| (85214) 1992 SZ [1]                                      | 21 de septiembre de 1992     |
| (85215) Hohenzollern [1]                                 | 26 de septiembre de 1992     |
| (85216) 1992 SL [1]                                      | 24 de septiembre de 1992     |
| (90672) Metrorheinneckar                                 | 6 de septiembre de 1977      |
| (90709) Wettin [1]                                       | 12 de octubre de 1990        |
| (90711) 1990 TB [1]                                      | 10 de octubre de 1990        |
| (90712) Wittelsbach [1]                                  | 12 de octubre de 1990        |
| (90718) 1991 RW [1]                                      | 12 de septiembre de 1991     |
| (96205) Ararat [1]                                       | 24 de septiembre de 1992     |
| (96206) 1992 SU [1]                                      | 24 de septiembre de 1992     |
| (100027) Hannaharendt [1]                                | 12 de octubre de 1990        |
| (100028) 1990 TZ [1]                                     | 10 de octubre de 1990        |
| (100029) Varnhagen [1]                                   | 10 de octubre de 1990        |
| (100046) 1991 TT [1]                                     | 2 de octubre de 1991         |
| (100047) Leobaeck [1]                                    | 2 de octubre de 1991         |
| (100084) 1992 SY [1]                                     | 26 de septiembre de 1992     |
| (120460) Hambach [1]                                     | 13 de octubre de 1990        |
| (120461) 1990 TK [1]                                     | 10 de octubre de 1990        |
| (120481) Johannwalter [1]                                | 24 de septiembre de 1992     |
| (150118) 1993 SZ [1]                                     | 18 de septiembre de 1993     |
| (152559) Bodelschwingh [1]                               | 12 de octubre de 1990        |
| (160018) 1991 TY [1]                                     | 7 de octubre de 1991         |
| (160512) Franck-Hertz [1]                                | 11 de octubre de 1990        |
| (160513) 1990 TD [1]                                     | 12 de octubre de 1990        |
| (162001) Vulpius [1]                                     | 10 de octubre de 1990        |
| (162002) 1990 TC [1]                                     | 10 de octubre de 1990        |
| (168321) Josephschmidt [1]                               | 12 de septiembre de 1991     |
| (173120) 1990 TL [1]                                     | 10 de octubre de 1990        |
| (178294 Wertheimer [1]                                   | 11 de octubre de 1990        |
| (190283) 1991 RE [1]                                     | 12 de septiembre de 1991     |
| (192293) Dominikbrunner [1]                              | 10 de octubre de 1990        |
| (204967) 1991 TH [1]                                     | 3 de octubre de 1991         |
| (225277) Stino [2]                                       | 24 de septiembre de 1960     |
| (231666) Aisymnos [2]                                    | 24 de septiembre de 1960     |
| (267003) Burkert                                         | 10 de agosto de 1978         |
| (275491) 1960 SR [2]                                     | 24 de septiembre de 1960     |
| (279723) Wittenberg [1]                                  | 12 de septiembre de 1991     |
| (282028) 1990 TV [1]                                     | 10 de octubre de 1990        |
| (297234) 1960 SP [2]                                     | 24 de septiembre de 1960     |
| (322510) Heinrichgrüber [1]                              | 10 de octubre de 1990        |
| (333842) 1960 SV [2]                                     | 24 de septiembre de 1960     |
| (359653) 2011 ST [2]                                     | 24 de septiembre de 1960     |
| (363010) 1960 SA [2]                                     | 24 de septiembre de 1960     |
| (373394) 1990 TQ [1]                                     | 10 de octubre de 1990        |
| (443796) 1960 SW [2]                                     | 24 de septiembre de 1960     |
| - [1] con Freimut Börngen - [2] con Reiner Michael Stoss |                              |

Lutz Dieter Schmadel (Berlín, 2 de julio de 1942 - 21 de octubre de 2016) fue un astrónomo alemán que trabajó en el Instituto de cálculo astronómico (ARIO) de la Universidad de Heidelberg.

## Descubrimientos
Descubrió 245 asteroides, como los denominados (8661) Ratzinger, (10114) Greifswald y (11508) Stolte.

## Obra
- Dictionary of Minor Planet Names, Google books
- Dictionary of minor planet names (5th Edition). Springer Verlag, Berlin/Heidelberg 2003, ISBN 3-540-00238-3
- Dictionary of minor planet names (Addendum to the 5th Edition: 2003-2005). Springer Verlag, Berlin/Heidelberg 2006, ISBN 3-540-34360-1
- Dictionary of minor planet names (Addendum to the 5th Edition: 2006-2008). Springer Verlag, Berlin/Heidelberg 2006, ISBN 3-642-01964-1
- Dictionary of minor planet names (6th Edition). Springer Verlag, Berlin/Heidelberg 2012, ISBN 3-642-29717-X

## Eponimia
- Un asteroide, el (2234) Schmadel, lleva este nombre en su honor.